# Station Kizu
Station Kizu (木津駅,  Kizu-eki) is een spoorwegstation in de Japanse stad Kizugawa. Het station vormt een knooppunt tussen de volgende JR West-lijnen: de Gakkentoshi-lijn, de Nara-lijn en de Yamatoji-lijn. Het station heeft vier sporen, gelegen aan een twee eilandperrons.

## Lijnen
Zowel de Nara-lijn als de Yamatoji-lijn in respectievelijk noordelijke en oostelijke richting, vertrekken vanaf perron twee.

### JR West
| 1 | ■ Gakkentoshi-lijn | richting Shijōnawate en Kyōbashi                       |
| 2 | ■ Yamatoji-lijn    | richting Kamo                                          |
| 2 | ■ Nara-lijn        | richting Uji                                           |
| 3 | ■ Nara-lijn        | richting Nara, Tennōji en Ōsaka (via de Yamatoji-lijn) |
| 4 | ■ Yamatoji-lijn    | richting Nara, Tennōji en Ōsaka                        |

## Geschiedenis
Het station werd in 1896 geopend. In 2007 werd het station verbouwd.

## Overig openbaar vervoer
Bussen van de netwerken van Kizu en Nara

## Stationsomgeving
- Kizu-rivier
- Stadhuis van Kizugawa
- Autoweg 24
- Openbaar ziekenhuis Yamashiro
- Okadakuni-schrijn

Kizu · Nishi-Kizu · Hōsono · Shimokoma · JR Miyamaki · Dōshisha-mae · Kyōtanabe · Ōsumi · Matsuiyamate · Nagao · Fujisaka · Tsuda · Kawachi-Iwafune · Hoshida · Higashi-Neyagawa · Shinobugaoka · Shijōnawate · Nozaki · Suminodō · Kōnoikeshinden · Tokuan · Hanaten · Shigino · Kyōbashi
(Kansai-lijn<<) Kamo · Kizu · Narayama · Nara · Kōriyama · Yamato-Koizumi · Hōryūji · Ōji · Sangō · Kawachi-Katakami · Takaida · Kashiwara · Shiki · Yao · Kyūhōji · Kami · Hirano · Tōbu-Shijō-mae · Tennōji · Shin-Imamiya · Imamiya (>>Osaka-ringlijn) · JR Namba